# Eresus cinnaberinus

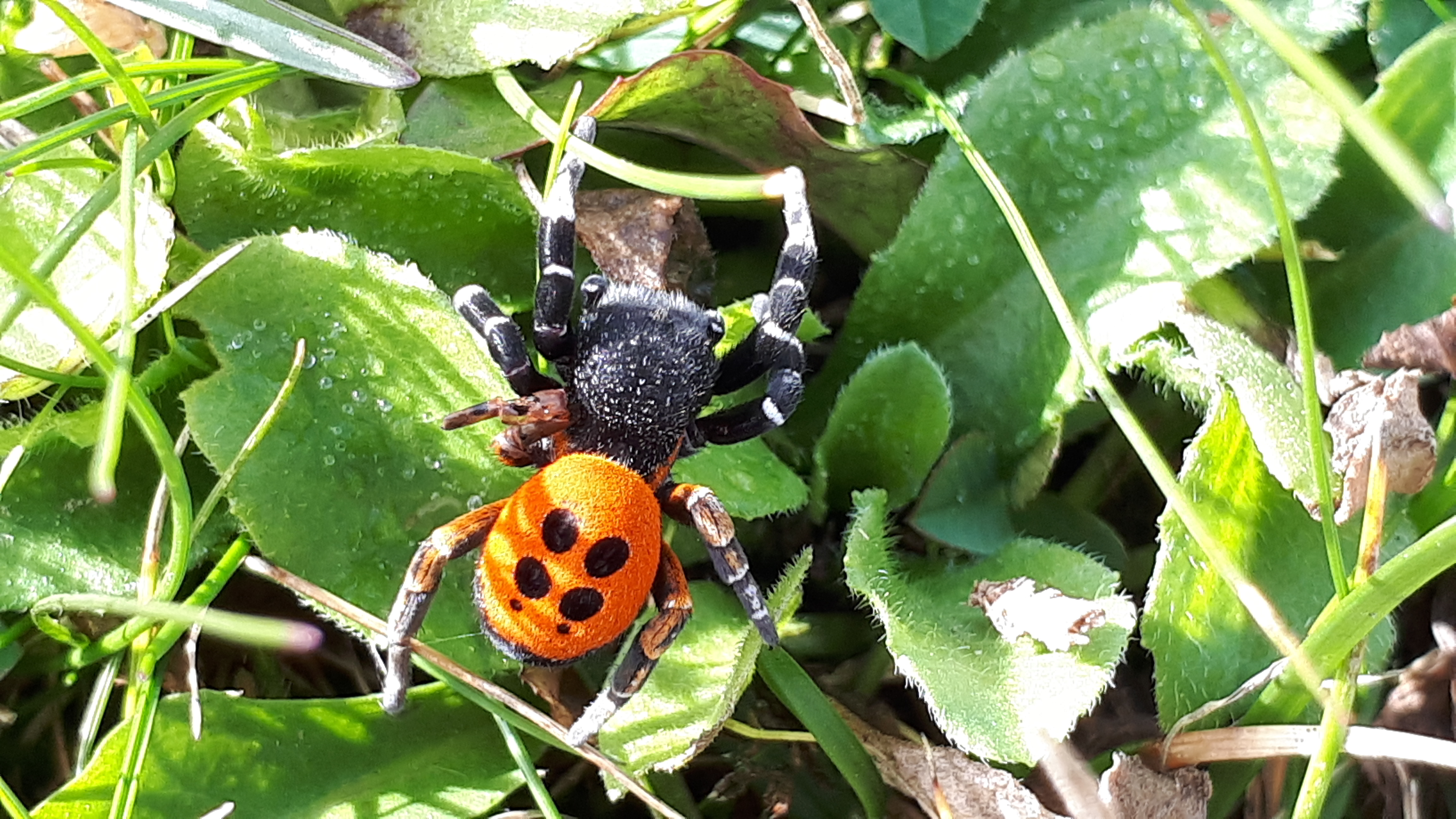
Eresus cinnaberinus en el Valle de Ocón (La Rioja, España).

La araña moteada (Eresus cinnaberinus) es una araña araneomorfa que pertenece a la familia Eresidae. 

## Descripción
Esta especie presenta un dimorfismo sexual notable. El macho mide entre 8 y 10 mm y posee un prosoma negro y un opistosoma de un llamativo color rojo con puntos negros. Sus patas son negras con líneas blancas y las patas traseras tienen algo de rojo. La hembra mide entre 10 y 16 mm y es negra, con algunos pelos blancos y algunos amarillos en el frente. 

## Distribución
Viven en laderas soleadas en casi toda Europa y norte de África, desde Portugal a Ucrania, y de Inglaterra a Grecia, estando más ampliamente distribuidas en Europa Central y del Sur, así como en el norte de Marruecos.

## Hábitos
Esta araña vive en tubos subterráneos de cerca de 10 cm de largo y 1 cm de diámetro que en la parte de arriba son mucho más anchos y hechos con seda cribelada. Pueden ser encontradas muchos tubos en el mismo lugar, incluso más de diez en un metro cuadrado. E. cinnaberinus caza principalmente milpiés y escarabajos. Los machos salen en septiembre a buscar hembras; si encuentran una vivirán con ella y se alimentarán del mismo tubo.

## Conservación
Esta araña está clasificada como una especie protegida en Gran Bretaña. Está totalmente protegida bajo el Schedule 5 de la Wildlife and Countryside Act 1981. En Alemania está considerada bajo peligro.

## Historia
Hasta los años 1920 la especie se encontraba en todo el condado de Dorset, pero fue subsecuentemente considerada extinta en Gran Bretaña. Fue redescubierta en 1979, en solo un sitio, en la ciudad de Wareham. Existen otros reportes de avistamiento pero no han sido comprobados.

## Subespecies
- Eresus cinnaberinus bifasciatus Ermolajev, 1937 (Rusia)
- Eresus cinnaberinus frontalis Latreille, 1819 (España)
- Eresus cinnaberinus ignicomus Simon, 1914 (Córcega, Francia)
- Eresus cinnaberinus illustris C. L. Koch, 1837 (Hungría)
- Eresus cinnaberinus latefasciatus Simon, 1910 (Argelia)
- Eresus cinnaberinus tricolor Simon, 1873 (Córcega, Francia)